# 흰수마자
흰수마자는 잉어목 잉어과에 속하는 물고기로 대한민국 고유종이다. 현재 대한민국에서 멸종위기 1급으로 지정되어 있으며 최근 개체수가 점점 사라지고 있다. 최대 몸길이는 수컷 기준 8cm이다.